# Clelia Merloni
Clelia Merloni, ASCJ (10. března 1861, Forlì – 21. listopadu 1930, Řím) byla italská římskokatolická řeholnice, zakladatelka a členka kongregace Apoštolek Nejsvětějšího Srdce Ježíšova. Katolická církev ji uctívá jako blahoslavenou.

## Život

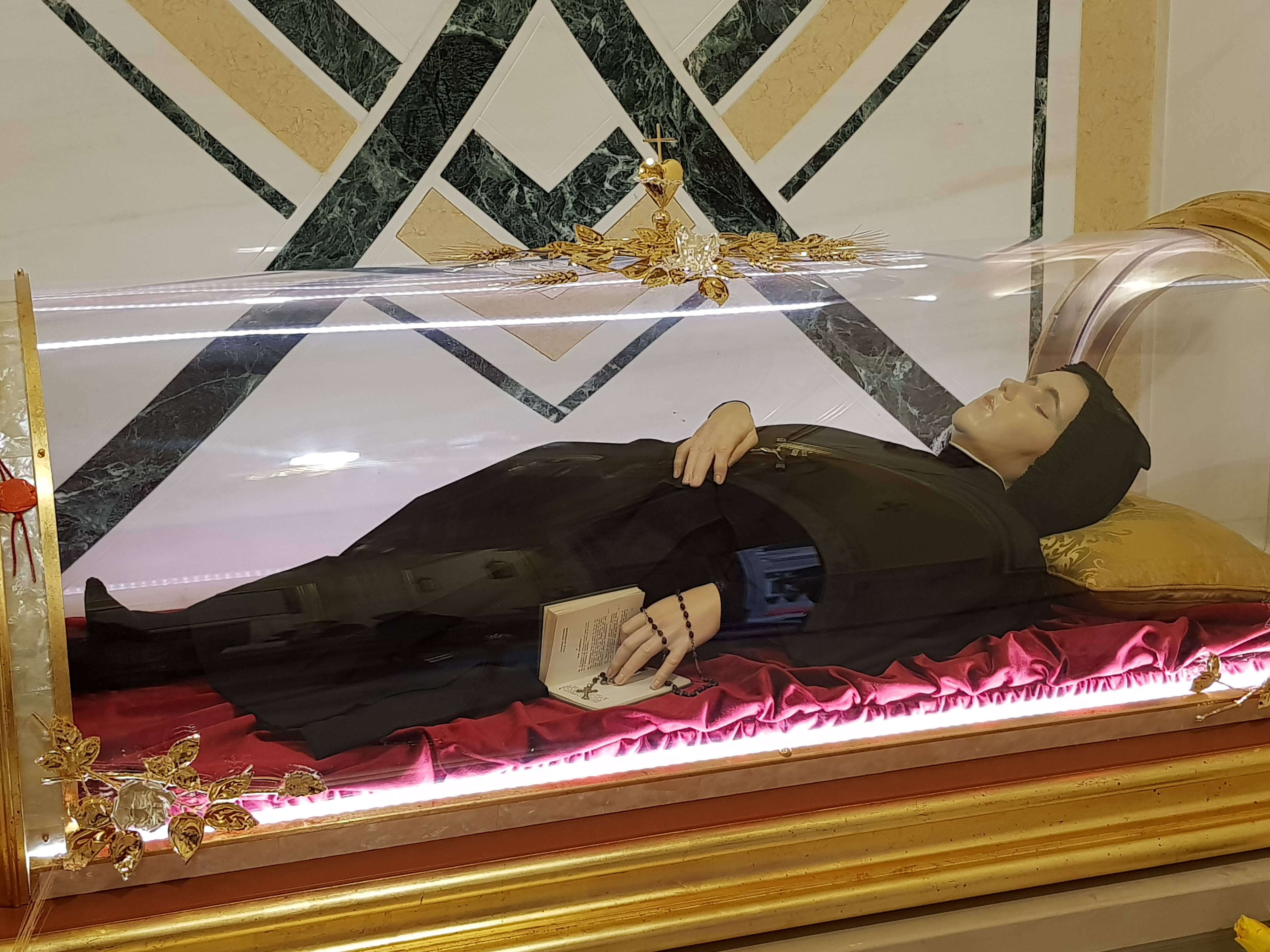
Hrobka bl. Clelie Merloni v kostele Santa Margherita Maria Alacoque v Římě

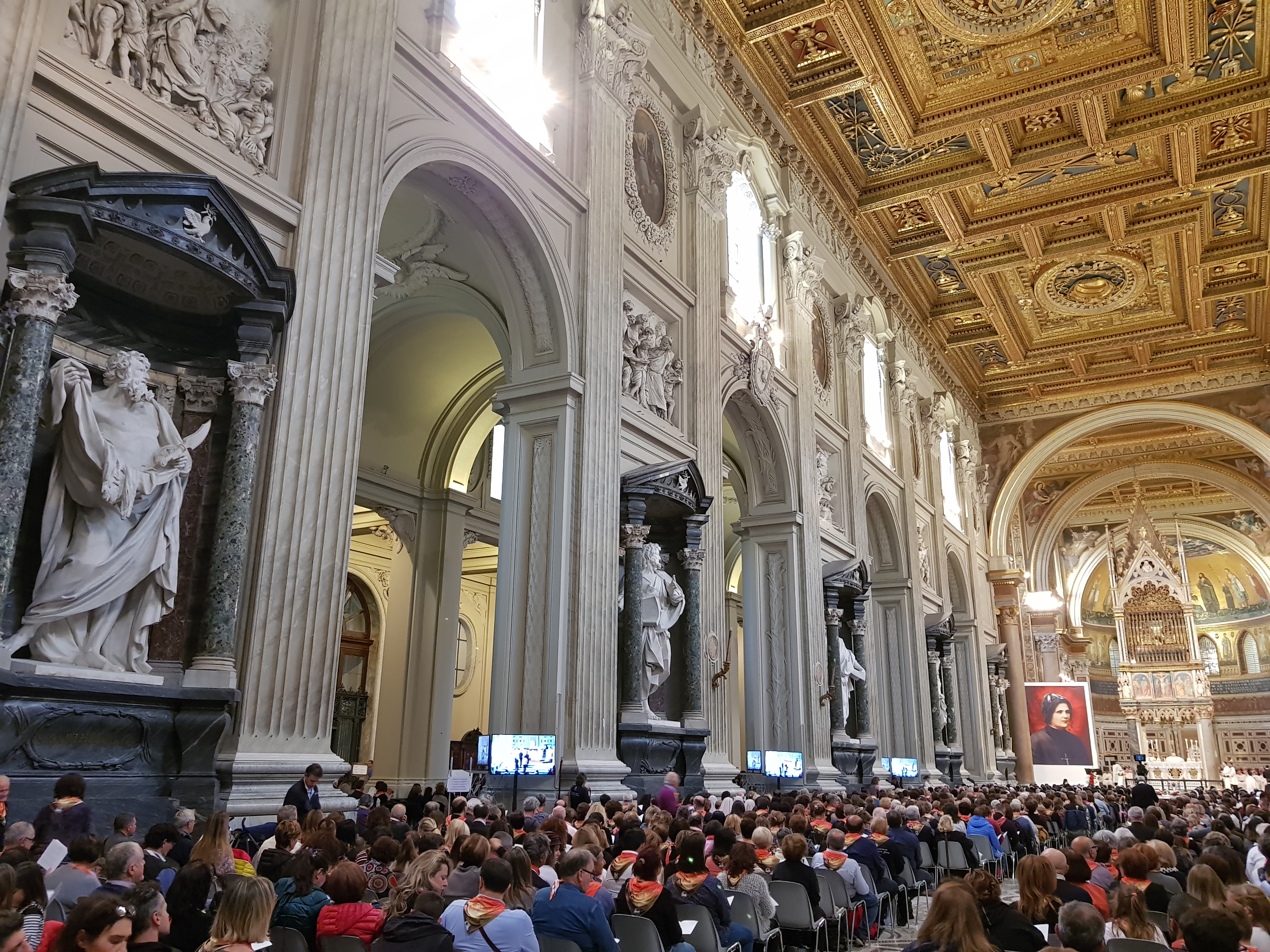
Blahořečení Clelie Merloni v Lateránské bazilice v Římě

Narodila se dne 10. března 1861 v italském městě Forlì rodičům Gioacchinu Merlonimu a Terese Brandinelli. Pokřtěna byla téhož dne v katedrále sv. Kříže ve Forlì z rukou biskupa Pietra Paola Trucchiho.
Roku 1864 jí zemřela matka a otec se roku 1866 znovu oženil s Marií Giovannou Boeri. Zatímco matka a babička ji vychovávaly v katolické víře, její otec se stal svobodným zednářem a neuznával katolickou církev. Poskytl jí však dobré vzdělání, kdy docházela na soukromou školu a mimo jiné se naučila hrát na klavír. V dětství trpěla chatrným zdravím.
Její otec zemřel smířený s Bohem roku 1895 a ona využila zděděného majetku k budování nového sirotčince. Krátce se připojila ke kongregaci Dcer Panny Marie Boží Prozřetelnosti, avšak rozhodla se založit novou ženskou řeholní kongregaci, do které by následně sama vstoupila. Tu založila dne 30. května 1894 v obci Viareggio a spolu s několika svými společnicemi do ní vstoupila. Roku 1896 došlo v jí založené kongregaci k finančnímu skandálu, způsobeném nepoctivým správcem. To poškodilo veřejné mínění o kongregaci a ta zažívala úpadek. Později se však setkala s biskupem sv. Giovannim Battistou Scalabrinim, který vydal dne 10. června 1900 diecézní souhlas o založení kongregace. To výrazně pomohlo k navrácení důvěry ke kongregaci, která se začala šířit do celého světa.
Zemřela na tuberkulózu dne 21. listopadu 1930 v Římě. Pohřbena byla na hřbitově Campo Verano, ale roku 1945 byly její ostatky exhumovány a přeneseny do kostela Santa Margherita Maria Alacoque při domu jí založené kongregace v Římě.

## Úcta
Její beatifikační proces započal dne 18. května 1990, čímž obdržela titul služebnice Boží. Dne 1. prosince 2016 ji papež František podepsáním dekretu o jejích hrdinských ctnostech prohlásil za ctihodnou. Dne 27. ledna 2018 byl potvrzen zázrak na její přímluvu, potřebný pro její blahořečení.
Blahořečena pak byla dne 3. listopadu 2018 v Lateránské bazilice v Římě. Obřadu předsedal jménem papeže Františka kardinál Giovanni Angelo Becciu.
Její památka je připomínána 20. listopadu. Je zobrazována v řeholním oděvu. Je patronkou jí založené kongregace.